# 星置緑地
星置緑地（ほしおきりょくち）は、北海道札幌市手稲区星置にある緑地（都市公園）である。

## 概要
手稲市街地の西部に位置し、周辺は閑静な住宅街である。南側には北海道旅客鉄道（JR北海道）の函館本線が走る。
公園は札幌市内では珍しい湿性林であり、ミズバショウやオオウバユリなどの湿生植物が群生している。星置地区の市街地化が進むなか、市民からの保全の働きかけにより、都市緑地として保存されることとなった。専門家の指導の下、市民ボランティアによる園内の保全･清掃活動が行われている。
札幌市内においてミズバショウの群生する場所は他に残っておらず、貴重な自然が残されている。園内には木道と観察デッキが整備されており、群生する湿生植物を間近で見ることができる。
花の見頃の時期には、札幌市手稲区土木部主催による自然観察会や野鳥観察会が開かれる。

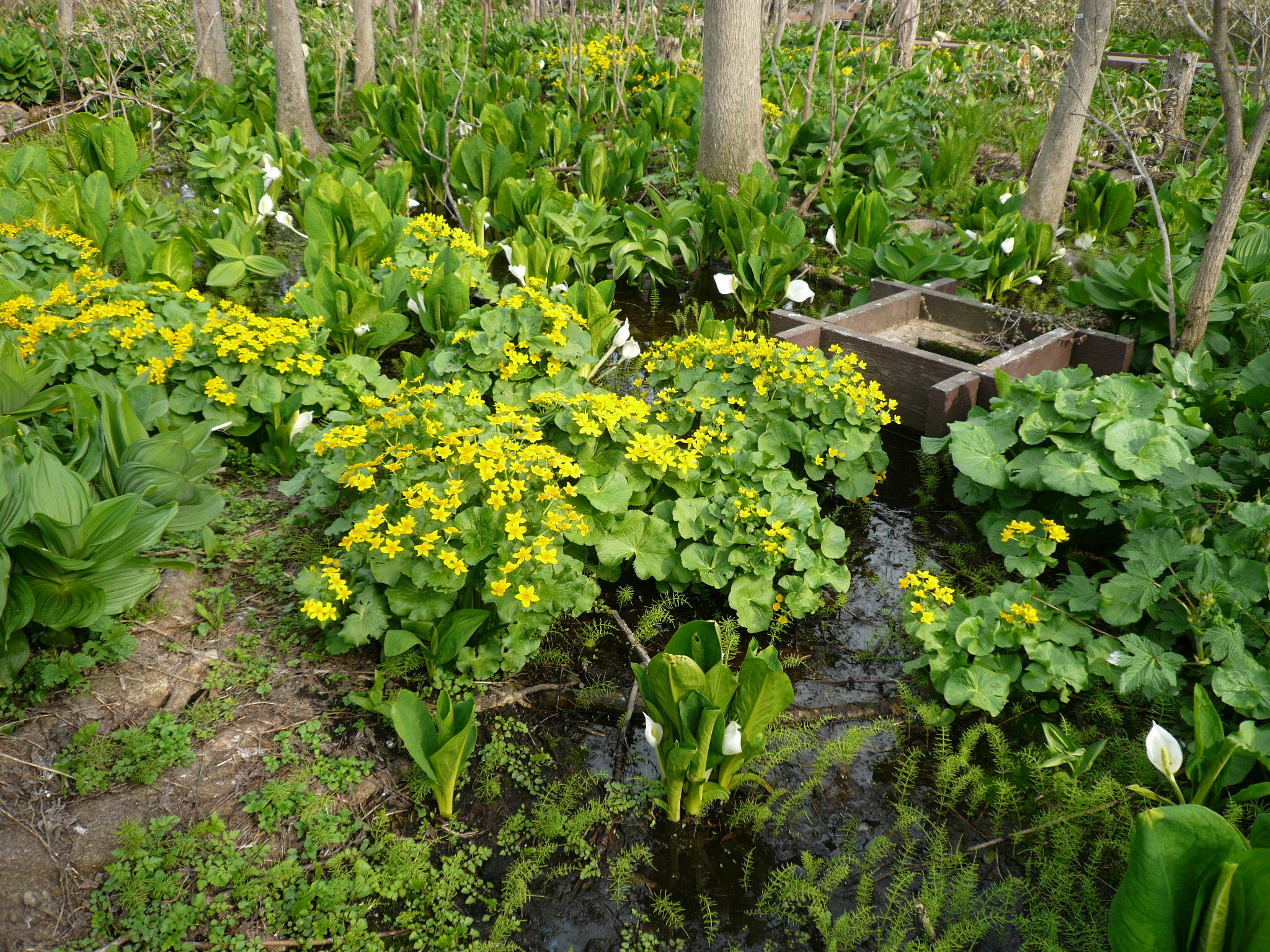
自生するエゾノリュウキンカ
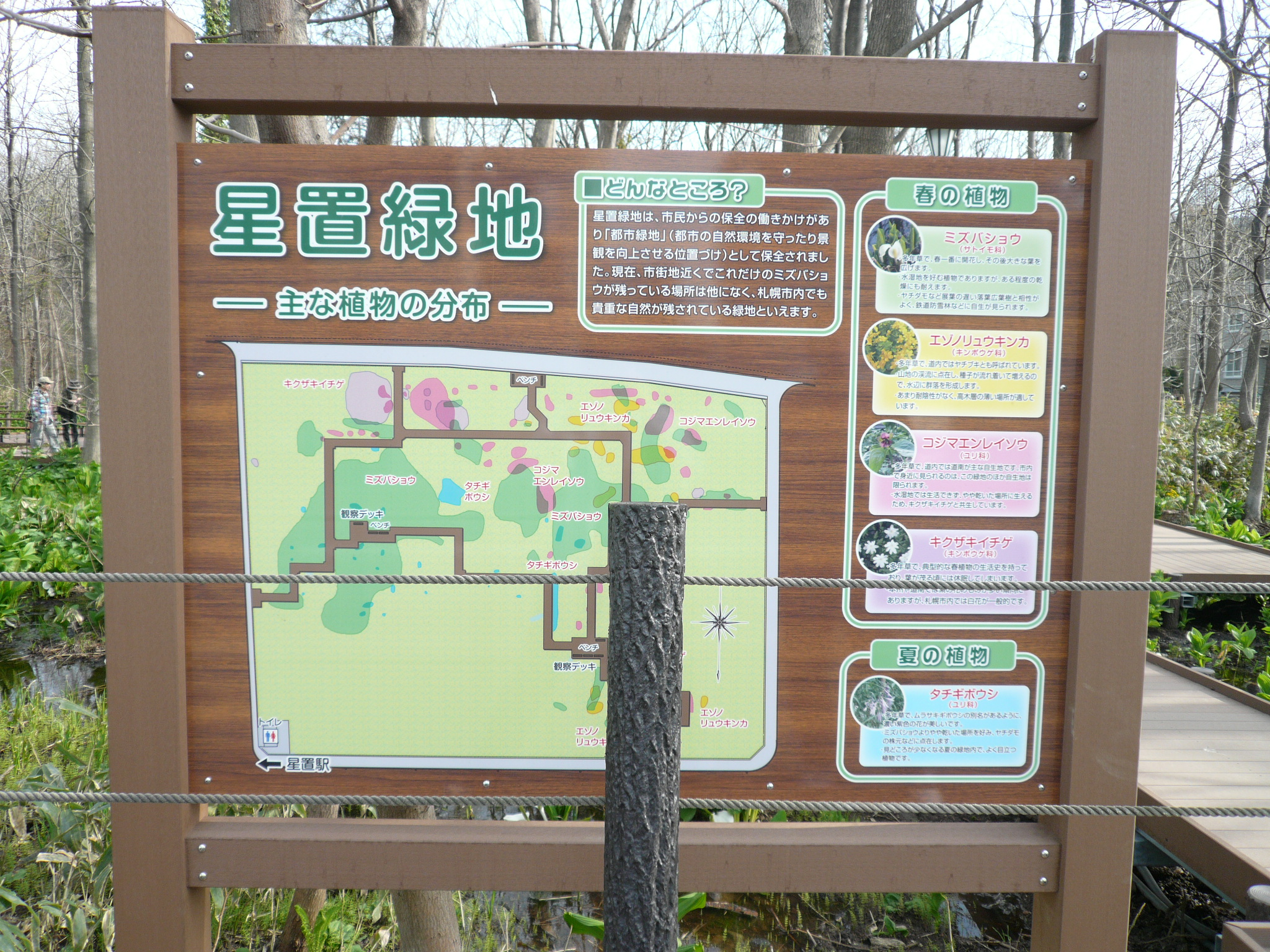
園内案内板

## 公園内の花木
- ミズバショウ
- エゾノリュウキンカ
- コジマエンレイソウ
- キクザキイチゲ
- オオウバユリ
- タチギボウシ
- トドマツ
- ヤチダモ

## ボランティア活動
- 星置緑地みどりのサポーター（平成18年～）[3]